# Roanoke (Virginie)
Pour les articles homonymes, voir Roanoke.
Roanoke est une ville indépendante du Commonwealth de Virginie (États-Unis). La ville de Roanoke est voisine de Salem, de Vinton ; elle est également entourée par le comté de Roanoke ; ils sont cependant politiquement séparés. Lors du recensement de 2000, la ville comptait 97 032 habitants.

## Démographie
Le bureau du recensement des États-Unis inclut dans la zone métropolitaine de Roanoke les comtés de Botetourt, Franklin, Craig et Roanoke, et les villes de Salem et de Roanoke. On a rapporté que la population de la zone métropolitaine dans les trois recensements passés est :
- 1980 --- 220.393
- 1990 --- 224.477
- 2000 --- 235.932
- 2005 (estimation) --- 292.983

Les chiffres pour 2000 n'incluent pas le Comté de Franklin (50 345 habitants (estimation) en 2005) et le Comté de Craig (5 154 habitants (estimation) en 2005).Ces chiffres ont été récemment ajoutés au Roanoke MSA (Metropolitan Statistical Area).

### Pour la ville seule
| 1900   | 1910   | 1920   | 1930   | 1940   | 1950   | 1960   | 1970   | 1980    |
| ------ | ------ | ------ | ------ | ------ | ------ | ------ | ------ | ------- |
| 21 495 | 34 874 | 50 842 | 69 206 | 69 287 | 91 921 | 97 110 | 92 115 | 100 220 |

| 1990   | 2000   | 2010   | 2020    | - | - | - | - | - |
| ------ | ------ | ------ | ------- | - | - | - | - | - |
| 96 397 | 94 911 | 97 032 | 100 011 | - | - | - | - | - |

## Personnalités liées à la ville
- Catégorie:Naissance à Roanoke (Virginie)
- Catégorie:Décès à Roanoke (Virginie)

## Sources
- (en) Cet article est partiellement ou en totalité issu de l’article de Wikipédia en anglais intitulé « Roanoke, Virginia » (voir la liste des auteurs).

1. ↑  (en) « Census of Population and Housing », sur Bureau du recensement des États-Unis (consulté le 20 mai 2014)